# Dandlberg (Chiemgauer Alpen)
Der Dandlberg ist ein 910 m ü. NHN hoher Berg, er bildet zusammen mit Steinberg und Samerberg den nordwestlichsten Höhenzug der Chiemgauer Alpen.

## Topographie
Der Dandlberg ist vom westlich gelegenen Steinberg durch einen nur mäßig ausgeprägten Sattel getrennt. Nördlich folgt bereits das Alpenvorland. Während der Höhenzug nach Norden steiler und bewaldet ins Alpenvorland abfällt sind die südlichen Hänge diffuser und landwirtschaftlich geprägt, bevor mit Sattelberg, Heuberg und Hochries die nächsten Bergzüge beginnen.
An der Südseite befindet sich die bewirtschaftete Dandlbergalm.